# Donald Williams (hockey sur gazon)
Pour les articles homonymes, voir Williams et Donald Williams.
Donald Scott Williams, né le 11 septembre 1966 à Altrincham, est un joueur britannique de hockey sur gazon.
Il fait partie de l'équipe de Grande-Bretagne de hockey sur gazon terminant sixième des Jeux olympiques de 1992 à Barcelone.